# ドラキュラ伝説II
『ドラキュラ伝説II』（ドラキュラでんせつツー、英題: Castlevania II: Belmont's Revenge）は、コナミから1991年7月12日に発売されたゲームボーイ用ソフトのアクションゲーム。

## 概要
ゴシックホラーアクションゲーム・悪魔城ドラキュラシリーズのゲームボーイでの2作目。前作『ドラキュラ伝説』（1989年）の続編にあたる。基本ゲームシステムは横視点スクロールのステージクリア型アクション。前作より格段にパワーアップしており、グラフィックや操作性などが向上し、シリーズ定番のサブウェポンも使用可能になった。ステージ数は全7ステージで、最初の4ステージは自由に選択できる。ステージ中の仕掛けやボスキャラクターなども多彩なものとなっている。前作同様無限コンティニュー制で、新たにパスワード機能も付いた。
1998年2月19日に発売された『コナミGBコレクション VOL.3』に、『グラディウスII』（1991年、『ネメシスII』から改題）、『イー・アル・カンフー』（1985年）、『けっきょく南極大冒険』（1983年）と共に収録された。各ゲームの案内や、スーパーファミコン用の周辺機器スーパーゲームボーイに対応したピクチャーフレームなどが追加された。海外版のGBコレクションではさらにゲームボーイカラー対応となり、グラフィックがカラー化された。

## ゲーム内容

### システム
「悪魔城ドラキュラ」および「ドラキュラ伝説」の項のゲームシステムに関する記述も参照。
主人公のクリストファーを操作し、全部で7つのステージをクリアする。最初の4つの城のステージは好きな順番でクリアすることができる。クリアした順番によってゲーム内容が変化することはない。4つのステージから先は5、6、7と順にクリアしていく。ステージによっては一本道ではなく途中でルートが分岐していたりする。
前作『ドラキュラ伝説』から引き継がれたファミコンなどの『悪魔城ドラキュラ』とのシステムの違いとしては、ムチが2段階パワーアップするとムチの先からファイヤーボールが発射されるようになる、ムチを強化するアイテムが手に入るロウソクが決まっている、階段が存在しない、ロープに掴まって上り下りする、などといったものがある。ただし、聖水とクロスに限られるもののサブウェポンが使えるようになったり、ステージ内にエリアを区切る扉も設置されるなどより『悪魔城ドラキュラ』に近いゲームシステムになった。
前作では、強化されたムチのときにダメージを受けるとムチが1段階弱くなってしまう仕様だったが、本作ではダメージを受けてムチが弱くなるのは一部の敵に限られるようになった。また移動速度や、ジャンプなどの操作性も前作よりも上がった。プレイキャラの性能以外にも、プレイヤーの快適さを損なわないための様々な改良が行われた。ミスしたときの復帰点（扉の直後）がステージ内に複数設けられ、ステージの中盤まで辿り着いていればゲームオーバーになってもステージ中盤からやり直せるようになり、ゲームオーバー時に表示されるパスワードを入力することで電源を切っても途中から再開できるようになった。他にも、下 + ジャンプボタンでロープを高速で滑り降りられるようになった、ロープに掴まっているときも攻撃できるようになった、針に触れても一撃で死なないようになった、ブナグチーの吐く胞子の速度が前作より遅くなった、などの変更が行われている。

### ステージ構成
| ステージ | ステージ名                    | BGM                                   | ボス                 | ボス戦BGM                                                   |
| -------- | ----------------------------- | ------------------------------------- | -------------------- | ----------------------------------------------------------- |
| 選択制   | Crystal Castle （ガラスの城） | New Messiah                           | ライトニング         | Evil Gods                                                   |
| 選択制   | Cloud Castle （雲の城）       | Praying Hands                         | エンジェルマミー     | Evil Gods                                                   |
| 選択制   | Plant Castle （植物の城）     | Ripe Seeds                            | ツイントライデント   | Evil Gods                                                   |
| 選択制   | Rock Castle （岩の城）        | Phyco Warrior                         | アイアンドール       | Evil Gods                                                   |
| 5        | ドラキュラ本城（前半）        | Original Sin                          | グランドサーペント   | Evil Gods                                                   |
| 6        | ドラキュラ本城（後半）        | Passpied （ドビュッシー『パスピエ』） | ソレイユ・ベルモンド | Chromatische Phantasie （バッハ『半音階的幻想曲とフーガ』） |
| 7        | ドラキュラ本城（最終ボス前）  | Road of Enemy #2                      | ドラキュラ伯爵       | Sons of Satan                                               |

### アイテム
聖水
聖なる水が入った瓶のサブウェポン。特定のロウソクを壊すと出現する。敵を貫通して手前に落下し、地面で燃え上がる武器。射程は短いが炎で連続ダメージを与えられる。また、マッドマンを完全に倒せたり、ビッグアイを爆発させずに溶かして倒せる。暗闇になるステージでは、炎が出ている間だけ明るくすることもできる。
クロス
十字架のサブウェポン。特定のロウソクを壊すと出現する。敵を貫通して前方に直進飛行していき、ある程度距離を進むと反転してまた戻ってくる武器。射程が長く、当たり判定が大きい。
水晶玉
ムチが1段階パワーアップする。1個取れば長く強力なムチに、2個取ればファイヤーボールの出るムチになる。1段階目の水晶が出現するロウソクは多いが、2段階目の水晶が出現するロウソクは多くない。
コイン
得点が700点増える。一定数得点が溜まると1UPしてプレイヤー人数が1つ増える。
ハート小
ハートが1つ増える。サブウェポンを使用するために消費する。
ハート大
ハートが5つ増える。
肉
体力のメモリが5つ回復する（最大値は12メモリ）。特定の壁などを壊すと出現する隠しアイテムであり、見つけ辛い場所が多い。
1UP
プレイヤー人数が1つ増える。肉と同じ方法で手に入れる隠しアイテムであり、肉以上に取るのは困難な場所が多い。

## ストーリー・設定
前作『ドラキュラ伝説』でクリストファー・ベルモンドに倒されたはずのドラキュラ伯爵は密かに生きのびていた（この描写は前作のエンディングで見られた）。しかし、魔力のほとんどを消耗し、肉体は人間の姿を失い霧状になってしまうほど弱っていた伯爵は、復活するために時がくるのを待つことにした。
それから15年後、トランシルバニアの村でクリストファーの息子のソレイユ・ベルモンドが正式にヴァンパイアハンターとなる成人の儀式が行われた。この時を待っていた伯爵は、成人して聖なる力を身につけたソレイユを最後の魔力をかけて操り、その力を借りて自分の肉体を復活させようとしたのである。儀式の翌日、ソレイユは村から消え去ってしまい、その夜にはソレイユを護るかのように突如4つの城が出現した。クリストファーは、ソレイユが操られていることを知り愕然としながらも、息子を救い伯爵を倒すため、4つの城へ向かうのだった。

### キャラクター
クリストファー・ベルモンド
前作に続き本作でも主人公。15年前にドラキュラを倒した英雄のバンパイア・ハンター。操られた息子ソレイユを救い出しドラキュラを倒すために再び立つ。2段階パワーアップ時のムチのファイヤーボールはそのままに、前作より操作性が向上しており、聖水とクロスのサブウェポンも追加された。
ライトニング
クリスタルキャッスルのボス。クリスタル状で現れ、魔法使いのような姿に変化する。ワープをしながら、黒雲から雷を落として攻撃してくる。人の姿になっている時は無敵で、クリスタル状態の時のみダメージを与えられる。
エンジェルマミー
クラウドキャッスルのボス。異様な外見を持つ巨大なスケルトン。上下に2本の首がついており、交互に首の骨を飛ばしてきたり、口から弾を吐いたりしてくる。ボディの中央には巨大な人面があるが、蠢くだけでなにもしてこない。ダメージは2本の首共通。
ツイントライデント
プラントキャッスルのボス。向かい合う2体の山羊頭の巨大な石像。口から3方向に火炎弾を吐いてくる。その名の通り、手に槍を持っており、下方向に突いてくる。ダメージは2体共通。
アイアンドール
ロックキャッスルのボス。堅い鎧を装着している魔物。大きな剣を振り下ろしてくる。動きは鈍いが、一定のダメージを受けると鎧を脱ぎ捨てて身軽になり、剣から衝撃波を放って攻撃してくる。
グランドサーペント
ステージ5のドラキュラ本城（前半）のボス。全身が装甲で覆われた長大なドラゴン。強制スクロールする狭い洞窟内の天井と地面の無数の穴から体を出入りさせて襲ってくる。
デスクロウ
カラス。プレイヤーが近づくと飛び立ち、下向きに緩い放物線を描いて体当たりしてくる。
ソレイユ・ベルモンド
クリストファーの息子。成人を迎え、バンパイア・ハンターとしての力を身につけたところをドラキュラ伯爵の魔力にかかり操られてしまい、魔物達を従え、伯爵の体を復活させようとする。ステージ6のドラキュラ本城（後半）のボスとして登場し、本作で唯一の会話シーンもある。3本の短剣を空中に飛ばして自在に操ると同時に、クリストファーと同じくムチで攻撃してくる（与えるダメージはクリストファーのムチより大きい）。
ドラキュラ伯爵
吸血鬼にして暗黒の貴公子。ドラキュラ本城（ステージ7）の最終ボス。クリストファーの活躍によりソレイユが解放され、その力を利用できなくなったことを知ると、蘇生が不完全ながらもソレイユに作らせた4つの城のボス達の力を吸収して、最後の決戦に挑む。現れては消えを繰り返して足場を移動をしながら8体のリトルファントムを放って攻撃してくる。
メタルゴースト
アーマーの警備兵。非常に鈍い動きで左右に歩いているだけだが、耐久力は高い。
ダークバット（小）
コウモリ。天井に張り付き、プレイヤーが近づくと不規則な動きで向かってくる。2周目のみ、この敵の体当たりを受けてもムチがパワーダウンする。
ダークバット（大）
大きなコウモリ。初期状態のムチやファイヤーボールなど威力の低い攻撃を当てると2匹のダークバット（小）に分裂する。
フィッシュマン
半魚人。水から飛び出て弾を吐き、また水の中に戻っていく。
ブナグチー
キノコの化け物。本体は移動しないが、壁や天井に当たると跳ね返る胞子を画面上に2つまで吐く。この胞子に当たるとムチがパワーダウンしてしまう。今作ではプレイヤーのいる方向に向いて攻撃してくるようになったが、胞子の速度は前作よりも格段に遅くなった。
ビッグアイ
巨大な目玉。ゴロゴロと転がってくる。特徴は前作と全く同じで、ムチで叩くと爆発しその場の橋の床を壊す（聖水で攻撃すると爆発せず溶ける）。
アブソーバ
クラゲのような怪生物。天井に張り付いているが、プレイヤーが近づくと上下に浮遊しながら向かってくる。触れるとハートを数個吸い取られる。
グールマウス
ネズミの化け物。前作の2面ボスのアンダーモールと同じような敵。壁の穴から出現する事が多く、すばしっこく跳ね回る。
チータ
スケルトン。ロープを上下しながら移動しつつ、骨を投げてくる。着地してくることはない。
マッドマン
泥の化け物。天井から滴の形で落ちてきて、地面に落ちると人の形になる。人型になった後に聖水以外の攻撃をした場合、一定時間経過すると復活する。
リザード
トカゲ人間。大きくジャンプしながらナイフを投げてくる。耐久力も高い。
ケイブスネイル
ダンゴムシのような巨大な昆虫。普段は丸まっており無敵だが、触れてもダメージはなく、足場として上に乗ることもできる。周囲が暗闇になると動き出す（この時のみ倒すことが可能だが触れるとこちらもダメージを受けてしまう）。
ジャイアントスパイダー
巨大なクモ。天井から糸を引いて下に降りてくる。一番下まで降りて再び一番上まで上がるとプレイヤーに向かって弾を吐く。糸はロープと同じように掴まることが出来る。
ナイトストーカー
両手の鎌をブーメランのように投げてくる怪人。今作では全身ローブ姿で、前作よりも滑らかなモーションで鎌を上下に投げ分けてくる。

## 他機種版
| No. | タイトル                                              | 発売日               | 対応機種                                           | 開発元             | 発売元 | メディア     | 型式 | 売上本数 | 備考                                                                              |
| --- | ----------------------------------------------------- | -------------------- | -------------------------------------------------- | ------------------ | ------ | ------------ | ---- | -------- | --------------------------------------------------------------------------------- |
| 1   | コナミGBコレクション VOL.3 KONAMI GB COLLECTION VOL.4 | 1998年2月19日 2000年 | ゲームボーイ                                       | KCEジャパン トーセ | KDE    | ロムカセット | -    | -        | 日本版はスーパーゲームボーイ対応、欧州版はゲームボーイカラー対応                  |
| 2   | 悪魔城ドラキュラ アニバーサリーコレクション           | 2019年5月16日        | Nintendo Switch PlayStation 4 Xbox One PC（Steam） | M2                 | KDE    | ダウンロード | -    | -        | 収録ソフトの一つ アップデートにより英語版(Castlevania II Belmont's Revenge)が追加 |

## 開発スタッフ
- プログラマー: 萩原徹、早野由香里
- グラフィックデザイナー: 木村幸一
- サウンドクリエイター: 船内秀浩

## 欧米版
Castlevania II Belmont's Revenge
本作の欧米版。サブウェポンのクロスが斧に変更されている。斧の軌道が放物線を描いて飛び敵を貫通するため、日本版とはゲーム性が若干異なる。
Konami GB Collection Vol.4
『Castlevania II Belmont's Revenge』を収録した欧州版。2000年発売。ゲームボーイカラーにも対応となったため、ゲーム画面がカラー化されている。サブウェポンは日本版と同じ。

## 評価
ゲーム誌『ファミコン通信』の「クロスレビュー」では合計23点、『ファミリーコンピュータMagazine』の読者投票による「ゲーム通信簿」での評価は以下の通りとなっており、21.4点（満30点）となっている。
| 項目 | キャラクタ | 音楽 | お買得度 | 操作性 | 熱中度 | オリジナリティ | 総合 |
| 得点 | 3.5        | 3.8  | 3.5      | 3.4    | 3.8    | 3.3            | 21.4 |